# Stanisław Dawidowicz
Stanisław Dawidowicz (ur. 17 czerwca 1911 w Czarnej, zm. 12 lipca 1969 w Kielcach) – działacz komunistyczny i związkowy.

## Życiorys
Od 1924 pracował w hucie "Stąporków" i działał w Związku Młodzieży Komunistycznej (ZMK) (od 1930 KZMP). Brał udział w strajkach i demonstracjach robotników, od 1929 był formierzem w hucie "Ludwików" w Kielcach, gdzie działał w Związku Zawodowym Robotników Przemysłu Metalowego w Polsce. 1932-1934 odbywał służbę wojskową, od 1935 pracował w odlewni w Tomaszowie Mazowieckim, gdzie współorganizował komórkę Związku Robotników Przemysłu Metalowego. Od marca 1936 ponownie pracował w hucie "Stąporków" i był tam przewodniczącym zarządu Związku Robotników Przemysłu Metalowego, współorganizował strajki i wiece, za co został zwolniony z pracy w grudniu 1936. 1937-1939 robotnik w hucie "Ludwików", IX 1939 udał się do Lwowa, gdzie nawiązał kontakt z okupacyjnymi władzami sowieckimi, w porozumieniu z którymi w końcu października 1939 wrócił do Kielc i zorganizował na Kielecczyźnie i w okolicach Częstochowy siatkę wywiadowczą i łączność z Armią Czerwoną, której przekazywał informacje z GG. Po 1942 współorganizował sabotaż i dywersję na zapleczu Niemców, współpracował z oddziałami GL-AL na Kielecczyźnie i ukrywał partyzantów tych formacji. Często zmieniał miejsce pobytu z powodu poszukiwania go przez gestapo. W 1945 wstąpił do PPR i wznowił działalność w Związku Zawodowym Metalowców, którego 28 I 1945 został przewodniczącym oddziału w Kielcach. Od marca 1945 członek Zarządu Głównego (ZG) tego Związku, a od maja 1945 sekretarz i przewodniczący Zarządu Okręgowego (ZO) na województwo kieleckie. 1945-1949 radny Miejskiej Rady Narodowej (MRN) z ramienia Związku, 1952-1955 był przewodniczącym Wojewódzkiej Komisji Związków Zawodowych (WKZZ). Członek egzekutywy Komitetu Wojewódzkiego (KW) PZPR w Kielcach. Był mistrzem formierskim i członkiem Komitetu Zakładowego (KZ) PZPR w Kieleckich Zakładach Wyrobów Metalowych. 1954-1958 radny Wojewódzkiej Rady Narodowej (WRN) w Kielcach. Od 1959 przewodniczący ZO i członek ZG Związku Zawodowego Pracowników Gospodarki Komunalnej i Przemysłu Terenowego. Członek Komitetu Miejskiego i Powiatowego PZPR. Był odznaczony m.in. Orderem Sztandaru Pracy II klasy, Krzyżem Oficerskim Orderu Odrodzenia Polski i Krzyżem Partyzanckim.